# Nederlandsch Gymnastiek Verbond
Het Nederlandsch Gymnastiek Verbond (NGV) was een overkoepelend verbond van Nederlandse gymnastiekverenigingen. 
Het verbond werd opgericht op 15 maart 1868 op de bovenzaal van De Roode Leeuw in Amsterdam. Bij de oprichting waren zes Amsterdamse verenigingen aanwezig: de Amstels G.V., de Amsterdamsche G.V., Hercules, Hollandsche G.V., Lycurgus en de Onderwijzersvereeniging E.V.O.K.
In 1900 werd door de Vereeniging Volksweerbaarheid een beroep gedaan op de NGV om de conditie van de Nederlandse jeugd te verbeteren. Begin twintigste eeuw werden daardoor meerdere gymnastiek- en sportverenigingen opgericht. Voorbeelden daarvan zijn korfbalclub Allen Weerbaar en gymnastiekvereniging OKK uit 's-Gravenzande.

In de jaren erna sloten zich steeds meer clubs aan, een aantal verenigingen bood naast gymnastiek ook schermen aan. In 1879 ontstonden de eerste damesgymnastiekverenigingen. Vanaf 1888 werd een onderverdeling in Gewesten gemaakt die in 1917 werden onderverdeeld in Turnkringen. Na enkele voorgaande uitgaven verscheen vanaf 1903 Het Turnblad.
Het vijftigjarig bestaan kon vanwege de Eerste Wereldoorlog pas in 1919 worden gevierd. Het Gouden Feest stond onder leiding van Johan Schmitt. Hierbij kreeg het Verbond als eerste sportorganisatie het predicaat Koninklijk. Bij de viering verscheen het gedenkboek Beknopt historisch overzicht van het werken en streven van het Nederlandsch Gymnastiekverbond 1868 15 maart 1918 door Joh. Heijnen. Het bevatte een overzicht van alle 747 clubs die tussen 1868-1917 lid van het Verbond waren. Ook werd dat jaar een gedenksteen gemaakt door Michel de Klerk.

## Fusies
In 1987 fuseerden het Koninklijk Nederlands Gymnastiek Verbond en de Nederlandse Rooms Katholieke Gymnastiek Bond tot de nieuwe organisatie Koninklijke Nederlandse Gymnastiek Bond (KNGB).
Op 1 januari 1999 volgde een fusie met het Koninklijk Nederlands Christelijk Gymnastiek Verbond (KNCGV) tot de Koninklijke Nederlandse Gymnastiek Unie. De KNGU telde in dat jaar 1300 verenigingen met in totaal 300.000 leden.